# GRP Records
GRP Records is een Amerikaans platenlabel dat fusion, latin jazz, hedendaagse jazz en smooth jazz uitbrengt. Het heeft een aantal grote cross-oversuccessen behaald met muziek van Angela Bofill en Tom Browne.

## Geschiedenis
GRP stond oorspronkelijk voor Grusin/Rosen Productions en dit was aanvankelijk een muziekproductiefirma die in 1975 werd opgericht door Dave Grusin en Larry Rosen, die samen reeds platen hadden geproduceerd voor verschillende labels. Dave Grusin was een bekende keyboardspeler, arrangeur en componist van film- en televisiemuziek; hij won onder meer een Oscar voor zijn muziek voor The Milagro Beanfield War, en schreef de score voor The Graduate en de tv-serie Maude. Larry Rosen was studiotechnicus, producer en musicus. In 1978 sloten ze een overeenkomst met Arista Records en kwamen de eerste albums uit op Arista/GRP, een imprint van Arista Records. Tot de eerste artiesten die op Arista/GRP verschenen behoorden zangeres Angela Bofill, vibrafonist Jay Hoggard, fluitist Dave Valentin en trompettist Tom Browne. Het jazz-funknummer Funkin' for Jamaica (N.Y.) van deze laatste was in 1980 een internationale hit voor GRP.
GRP Records was een vroege aanhanger van de digitale opnametechniek. Het album "Mountain Dance" van Dave Grusin uit 1980 was een van de eerste digitale albums buiten de klassieke muziek.
In 1982 ging GRP Records als een onafhankelijk label verder. MCA Records kocht het label in 1990. Enkele jaren later verlieten de stichters Grusin en Rosen het label, hoewel Grusin er nog een tijdje voor werkte als artiest en consultant.
In 1994 richtte Russ Freeman, een lid van The Rippingtons, Peak Records op als filiaal van GRP Records. In 1997 verhuisde dit label naar Windham Hill Records.
Nadat MCA Music Entertainment in de Universal Music Group terechtkwam, is GRP Records onderdeel van de Verve Music Group en brengt het hoofdzakelijk smooth jazz uit.

## Artiesten
Enkele artiesten en groepen die op GRP Records platen uitbrachten:
- Acoustic Alchemy
- Angela Bofill
- Arturo Sandoval
- Billy Cobham
- Brian Culbertson
- Chick Corea
- Dave Grusin
- Diane Schuur[3]
- George Benson

- George Howard
- Keiko Matsui
- Larry Carlton
- Lee Ritenour
- Patti Austin
- Spyro Gyra
- The Crusaders
- The Rippingtons
- Yellowjackets